# Фердинанд Пілоті
Фердина́нд Пі́лоті (старший) (нім. Ferdinand Piloty (der Ältere); 28 серпня 1786 — 8 січня 1844) — німецький художник-гравер. Батько братів-художників Карла Теодора фон Пілоті і Фердинанда фон Пілоті.
Мешкаючи у Мюнхені, протягом 1808–1815 років спільно з Йоганом Стрікснером випустив серію з 432 літографій робіт старих майстрів.